# Рокгерой
Рокгеро́й — благотворительный проект, призванный помочь молодым и начинающим музыкантам. Проект открыт 1 сентября 2006 и возглавляется экс-участником группы «Агата Кристи» Вадимом Самойловым. Основной ресурс проекта — веб-портал www.rockgeroy.ru, на котором музыканты выкладывают свои композиции, а также слушают и оценивают своих коллег. Кроме того, рецензии на некоторые песни пишут и маститые музыканты, признанные звезды. Раз в неделю избранные композиции звучат в программе «Худсовет» на «Нашем Радио», ведущим которой также является Вадим Самойлов. Первоначально проект носил название «Герой Нашего Времени», но в 2008 году получил имя «Рокгерой». В 2010 году проект переименован в «РокЛаб».

## Деятельность проекта с 2006 по 2008 год

### Сентябрь 2006 — Открытие студии
В 2006 году в рамках проекта «Рокгерой» начала свою работу звукозаписывающая студия. Её принципиальное отличие от других в том, что она является некоммерческой и призвана помочь талантливым музыкантам, у которых нет возможностей качественно записать свой материал. К настоящему моменту из стен студии вышли альбомы более десятка команд.
Для многих молодых групп работа в студии явилась первым в подобном роде опытом. Отдельно стоит отметить, что сотрудники студии — саунд-продюсеры, звукорежиссеры и техники — это в большинстве своем молодые и перспективные специалисты. Таким образом, можно с уверенностью сказать о взаимном образовательном процессе, полезном для обеих сторон — работников студии и музыкантов.
Нельзя сказать, что студия «Рокгероя» — лучшая в Москве, но то, что она далеко не худшая — это факт. Для групп из регионов работа в студии стала настоящим подарком, ведь не секрет, что уровень качества записи в региональных студиях ниже, чем в столичных. Кстати, раз уж речь зашла о регионах, обратите внимание на такой факт — большинство групп, записавшихся на студии проекта — немосковские. На время работы в студии проект предоставлял им жилье, чтобы утверждение о «некоммерческой» направленности студии не теряло под собой оснований.

### Январь 2007 — Больше возможностей
К январю 2007 года между проектом «Рокгерой» и «Нашим Радио» была достигнута договоренность о том, что Вадим Самойлов в течение сезона будет вести рубрику в рейтинговой программе «Чартова Дюжина». В новой рубрике Вадим представлял широкой аудитории композицию той или иной молодой группы, которая, скажем так, «прошла Худсовет», то есть песню, за которую проголосовали слушатели «Нашего Радио» и пользователи ресурса www.rockgeroy.ru.
Теперь песня, занявшая по итогам голосования первое место в программе «Худсовет», звучала в эфире «Нашего Радио» как минимум 4-5 раз — в «Худсовете», «Чартовой Дюжине» и в их повторах. Это позволило нескольким десяткам групп обзавестись новыми поклонниками и заявить о себе широкой аудитории.

### Июнь 2007 — Межрегиональный фестиваль «Герой Нашего Времени»
Межрегиональный фестиваль «Герой Нашего Времени» в Лужниках, который состоялся в конце июня 2007 года, стал в каком-то смысле боевым крещением проекта. Ведь это была первая работа «в поле» — до этого деятельность «Рокгероя» ограничивалась пространством интернета. Надо сказать, что из виртуального мира в реальный, проект вышел уверенно и исключительно широким шагом.
Фестиваль прошел одновременно на двух площадках. На Главной сцене перед огромным скоплением людей выступили 12 групп-участников проекта из 12 регионов страны. Молодых коллег поддержали своим участием признанные рок-звезды: «Агата Кристи», «Би-2», «Ночные Снайперы», «Пилот» и многие другие. Именно на этом фестивале впервые была реализована концертная концепция «Рокгероя», которая заключается в том, что малоизвестные молодые группы выступают вперемешку с хедлайнерами. Благодаря такому расписанию перед сценой постоянно была многотысячная аудитория поклонников рок-музыки, и молодые команды смогли представить своё творчество максимально возможному количеству людей.
Одновременно с Главной «на полную мощность» работала и Малая сцена. Здесь фестиваль открылся необычным концертом — выступлением начинающих авторов-исполнителей, у которых нет еще собственной группы. Благотворительный проект «Рокгерой» предоставил им уникальную возможность впервые выступить в полноценном музыкальном составе. Инициаторами и организаторами такой помощи молодым «соратникам» стали музыканты группы «Аттракцион Воронова».
После окончания работы Главной и Малой сцен фестиваля, все участники и гости были приглашены на «Afterparty» в клуб «ХО», где выступили московские группы, представляющие проект.

### Июль 2007 — фестиваль «Эммаус-2007»
В 2007 году фестиваль «Эммаус», проходивший в одноименном поселке, был самым крупным open-air страны. «Рокгерой» не мог пройти мимо этого события и «делегировал» на Малую сцену фестиваля шесть групп из разных городов. Проект взял на себя все транспортные и прочие расходы. В итоге молодые музыкальные коллективы снова получили прекрасную возможность показать своё творчество широкой аудитории.

### Сентябрь 2007 — Новые эксперты
Бурная деятельность «Рокгероя» летом 2007 года не заставила ждать результатов. В сентябре Вадим Самойлов обратился к своим коллегам, именитым музыкантам, с предложением присоединиться к работе в проекте, и ответом ему стала готовность сотрудничать. Теперь Вадим не один прослушивал и рецензировал композиции групп, зарегистрированных на сайте www.rockgeroy.ru, — ему помогали другие участники «Агаты Кристи» и друзья из групп «Би-2», «Наив», «Настя» и т. д. надо ли говорить, что для молодых исполнителей мнение старших коллег очень важно и интересно. Ведь кто еще сделает конкретные замечания по записи, саунду, аранжировке и по другим моментам, которые обычный слушатель, далекий от музыкальной индустрии, оценить просто не в состоянии.

### Октябрь 2007 — Расширение географии
За год активной деятельности проект «Рокгерой» «набрал обороты» — к октябрю 2007 г. на сайте www.rockgeroy.ru зарегистрированы уже несколько тысяч групп со всего мира. В это же время о своем желании сотрудничать с проектом заявила студия звукозаписи «Легион 600». Она была открыта в 2006 году в городе Таганроге и за время своего существования сумела объединить вокруг себя множество талантливых людей, и стала фактически городским рок-клубом — со своей репетиционной базой, звукозаписью и т. д. после недолгих переговоров студия «Легион 600» стала официальным представителем проекта «Рокгерой» в Южном Федеральном округе.
Позже своё представительство у проекта появилось и в Новосибирске — сотрудничество предложила студия «Voice Studio». За время совместной работы на этих студиях были записаны материалы множества групп-участников проекта.

### Май 2008 — фестиваль «Наши в городе»
23 мая 2008 года в г. Санкт — Петербург перед СКК Петербуржским в рамках фестиваля «Наши в Городе» на огромной сцене под открытым небом состоялся грандиозный open-air «Рокгерой». В нем приняли участие, как молодые, так и широко известные питерские музыканты. На фестиваль были приглашены лучшие группы из Санкт-Петербурга, чьи композиции звучали в программе «Худсовет» на «Нашем Радио» в течение всего периода существования проекта, и набрали по рейтингам пользователей на сайте www.rockgeroy.ru наивысшие оценки. После фестиваля в арт-клубе «А2» состоялась after-party «Рокгерой».

### Июль 2008 — фестиваль «Нашествие-2008»
Проект «РОКГЕРОЙ-НАШЕСТВИЕ» открыл фестиваль 4 июля двумя блоками — дневным и вечерним, которые прошли на Альтернативной сцене до и после выступления групп «Агата Кристи» и «Алиса» (Главная сцена).
Для участия в фестивале в оргкомитет «РОКГЕРОЙ-НАШЕСТВИЕ» пришло и было обработано более пятисот заявок от молодых коллективов, более трехсот из которых составили заявки музыкантов — участников проекта «Герой Нашего Времени».
Концепция «РОКГЕРОЙ-НАШЕСТВИЕ» такова, что абсолютно любая группа — участник проекта, играющая рок-музыку разных направлений, может выступить вместе с хедлайнерами перед многотысячной аудиторией, притом, что «Рокгерой» — это независимый и самодостаточный фестиваль внутри фестиваля. Отбор групп проходил под руководством автора и ведущего программы «Худсовет» на «Нашем Радио» Вадима Самойлова, в результате которого для участия в фестивале были приглашены 20 команд, зарегистрированные на сайте www.rockgeroy.ru. Именно эти группы представили «Рокгерой» на фестивале «НАШЕСТВИЕ-2008». Выступления команд прошли в три этапа: Этап Первый — 4 июля — Дневной блок, Этап Второй — 4 июля — Ночной Блок, Этап Третий — 5, 6 июля — Альтернативная и Позитивная .
В персс-центре «НАШЕСТВИЯ» перед началом вечернего блока «РОКГЕРОЙ» состоялась пресс-конференция с участниками фестиваля. Открыл её по традиции руководитель проекта «РОКГЕРОЙ» Вадим Самойлов, представивший участников фестиваля, а также ведущего — хозяина сцены Гошу Куценко.
В пресс-конференции приняли участие представители групп: «Война Поэтов», «ТАНТРА», «SILICON», «В.U.N.N.Y.», «Мир Огня», «МаргиналШоу».
Выступления коллективов в Ночном блоке «Рокгерой» сопровождались красочной видеоинсталляцией, подготовленной специально для проекта, синхронизированной с композициями и концепцией выступления каждой команды. Во время выступления каждого коллектива в Ночном блоке происходило лазерное шоу, разрезавшее замысловатыми рисунками ночное небо Эммауса и встречающее восходящее солнце на выступлении группы «Tequilajazzz», которая закрывала блок «РОКГЕРОЙ-НАШЕСТВИЕ» уже на рассвете. Мероприятие посетило свыше 30000 человек.
Официальным информационным спонсором блока «РОКГЕРОЙ-НАШЕСТВИЕ» стал телеканал «A-One». Велась съемка всего ночного блока «Рокгерой», по окончании выступления каждой команды были проинтервьюированы все участники. 19 июля 2008 года вышла программа «ZВЕЗДО4АТ», посвященная ночному блоку «Рокгерой», где в двухчасовом прямом эфире прошла беседа с руководителем проекта Вадимом Самойловым, и был показан подробный теле-отчет.

### Август 2008 — День рождения Чебурашки
Проект «Рокгерой» выразил готовность сотрудничать с оргкомитетом благотворительной акции «День рождения Чебурашки». Эта акция проводится ежегодно с целью подарить детям праздник и привлечь внимание общественности к проблемам и нуждам детей-сирот. «Рокгерой» организовал выступление нескольких молодых групп на сцене мероприятия.

### Август — сентябрь 2008 — Саундтрек завтрашнего дня
Проект «Рокгерой» и VI Московский фестиваль Отечественного кино «Московская Премьера» при поддержке газеты «Московский комсомолец» представили музыкальный марафон «Саундтрек завтрашнего дня», который состоялся 30, 31 августа и 6 сентября. Группам-участникам проекта в очередной раз представилась возможность показать своё творчество широкой аудитории. Музыкальный марафон «Саундтрек завтрашнего дня» — это три больших open-air в центре города. Заключительный концерт прошел 6 сентября, в День города, прямо на Триумфальной площади.

### Сентябрь 2008 — Школа «Рокгероя»
Это еще одно масштабное начинание проекта, призванное помочь музыкантам. Уже сегодня на базе проекта открыты классы электрогитары и ударных инструментов. Обучение проводится бесплатно. Преподаватели — опытные музыканты, цель которых — поднять качество игры своих учеников на новый уровень. Следующий шаг в развитии этого направления деятельности проекта — открытие классов звукозаписи.

### Октябрь-ноябрь 2008 — Конкурс «Трибьют НАУ»
В октябре-ноябре 2008 года в рамках проекта «Рокгерой» был проведён конкурс «Рокгерой-Трибьют Нау», в котором участники исполнили около 250 римейков, трибьютов и каверов песен «Наутилуса Помпилиуса». Победитель конкурса Олег «Tallboy» Карпачев исполнил вместе с группой «Стволы» римейк на песню «Чёрные птицы» на юбилейном концерте-презентации трибьюта «Нау Бум», который состоялся 17 декабря 2008 года в СК «Олимпийский».

## Сборник рок-поэзии
С 2011 года под эгидой «РокЛаб» издаётся сборник современной рок-поэзии:
- «Лабораторная работа»; в 2016 году переиздан,
- «Лабораторная работа № 2»,
- «Лабораторная работа: шаг третий»,
- «Лабораторная работа: ЧеТыRe».

Автор предисловий — по традиции Вадим Самойлов, рецензенты книг в разные годы — Александр Житинский, Дмитрий Ревякин, Алиса Апрелева, Анастасия Полева, Николай Ковалёв, Антон Вартанов и др.

## Проект «РокЛаб» сегодня
Статистика «РокЛаба»:
- на портале www.rocklab.ru зарегистрировано более 72 тыс. человек
- на портале www.rocklab.ru зарегистрировано более 17,5 тыс. музыкальных коллективов
- экспертами отрецензировано более 10 тыс. композиций начинающих групп
- мероприятия проекта посетило более 500 тыс. зрителей.